# Grabow
Pour les articles homonymes, voir Grabow (homonymie).
Grabow est une ville de Mecklembourg-Poméranie-Occidentale, en Allemagne, dans l'arrondissement de Ludwigslust-Parchim.

## Quartiers
- Fresenbrügge
- Grabow
- Heidehof
- Wanzlitz
- Winkelmoor

## Évolution démographique
| Année      | 1877 | 1910 | 1939 | 1946 | 1970 | 1990 | 2000 | 2005 |
| ---------- | ---- | ---- | ---- | ---- | ---- | ---- | ---- | ---- |
| Population | 4200 | 5500 | 5900 | 8900 | 8500 | 8098 | 6741 | 6231 |

## Jumelages
- Albertslund (Danemark) depuis 1973
- Borken (Allemagne)

## Personnalités liées à la commune
- Charles II de Mecklembourg-Schwerin (1678-1747), duc de Mecklembourg-Schwerin né à Grabow
- Christian-Louis II de Mecklembourg-Schwerin (1683-1756), duc de Mecklembourg-Güstrow, duc de Mecklembourg-Schwerin né à Grabow
- Sophie-Louise de Mecklembourg-Schwerin (1685-1735), reine de Prusse, surnommée la "Vénus du Mecklembourg" née à Grabow et y ayant passé son veuvage. Sœur du précédent.